# Ушканка (посёлок)
Ушканка — посёлок в Ужурском районе Красноярского края России. Входит в состав Крутоярского сельсовета.

## География
Посёлок расположен в 55 км к северу от районного центра Ужур.

## История
В 1976 г. Указом Президиума ВС РСФСР поселок отделения № 5 Андроновского совхоза переименован в Ушканка.

## Население
| 2010 |
| ---- |
| 241  |